# Kruisdak

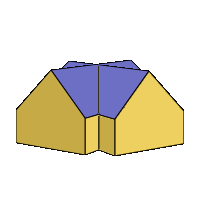
Schematische weergave van een kruisdak

Een kruisdak is een dakconstructie waarbij twee snijdende daken elkaar kruisen. De nokken van de twee kappen kruisen elkaar op gelijke hoogte en vormen zo een kruis. Zijn de nokken niet even hoog, dan spreekt men van steekkappen.
In Duitsland en Oostenrijk ziet men vaak gebouwen met dit daktype, maar in de Benelux komt het relatief weinig voor. Wel komt een kruisdak veel voor bij kerkgebouwen, in het bijzonder bij kruiskerken. Bij traditionele kerkbouw kruist de kap van middenschip en koor met die van het transept. De kruising wordt wel viering genoemd en is vaak voorzien van een kruis of een vieringsdakruiter.
Ook kerktorens worden wel voorzien van een kruisdak en worden dan aangeduid als kruisdaktoren.

## Zie ook

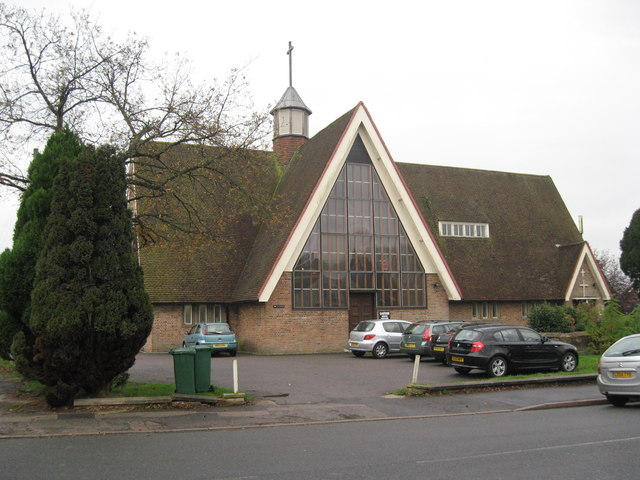
Kruisdak met dakruiter
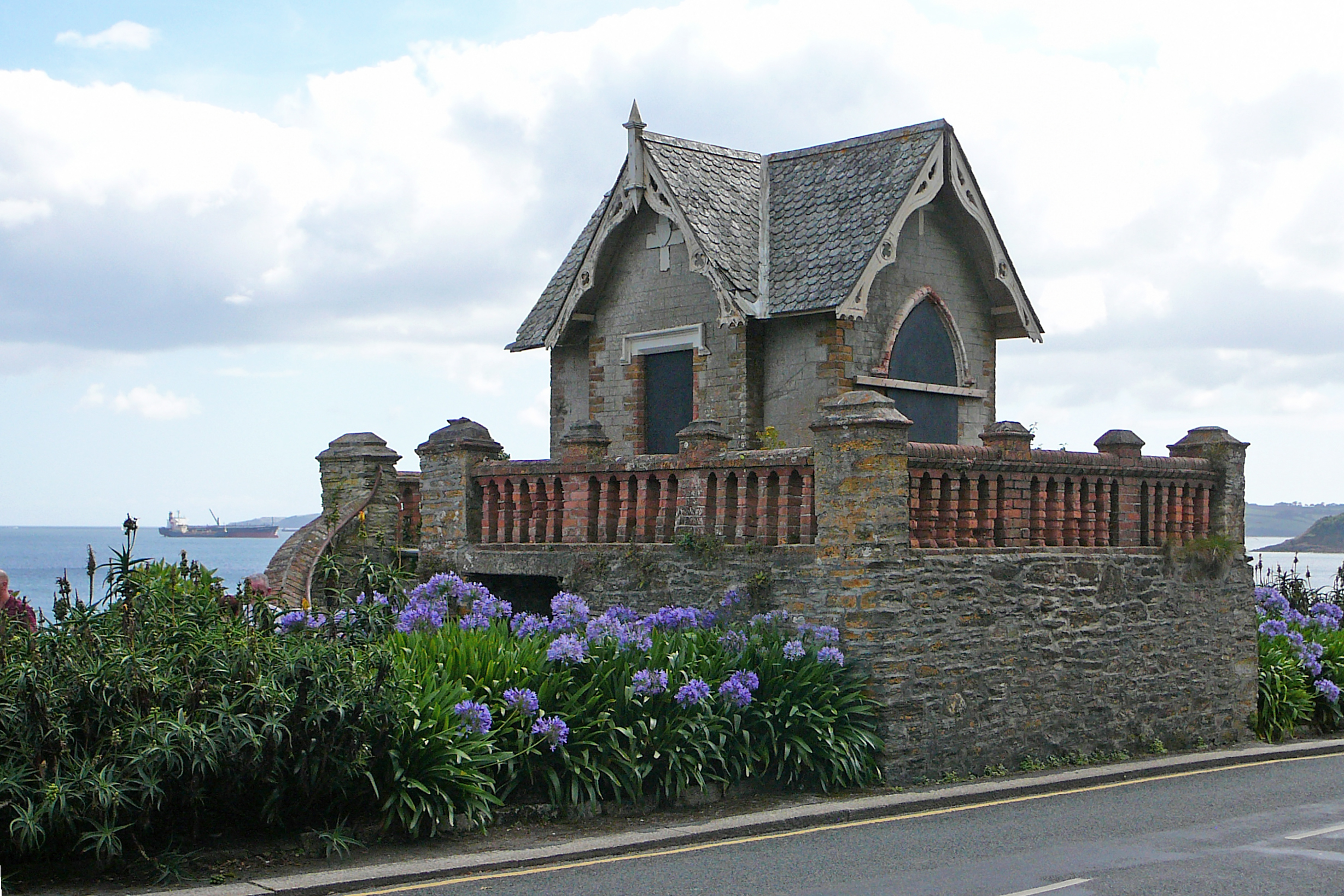
Zomerhuis op het Gyllyngdune domein
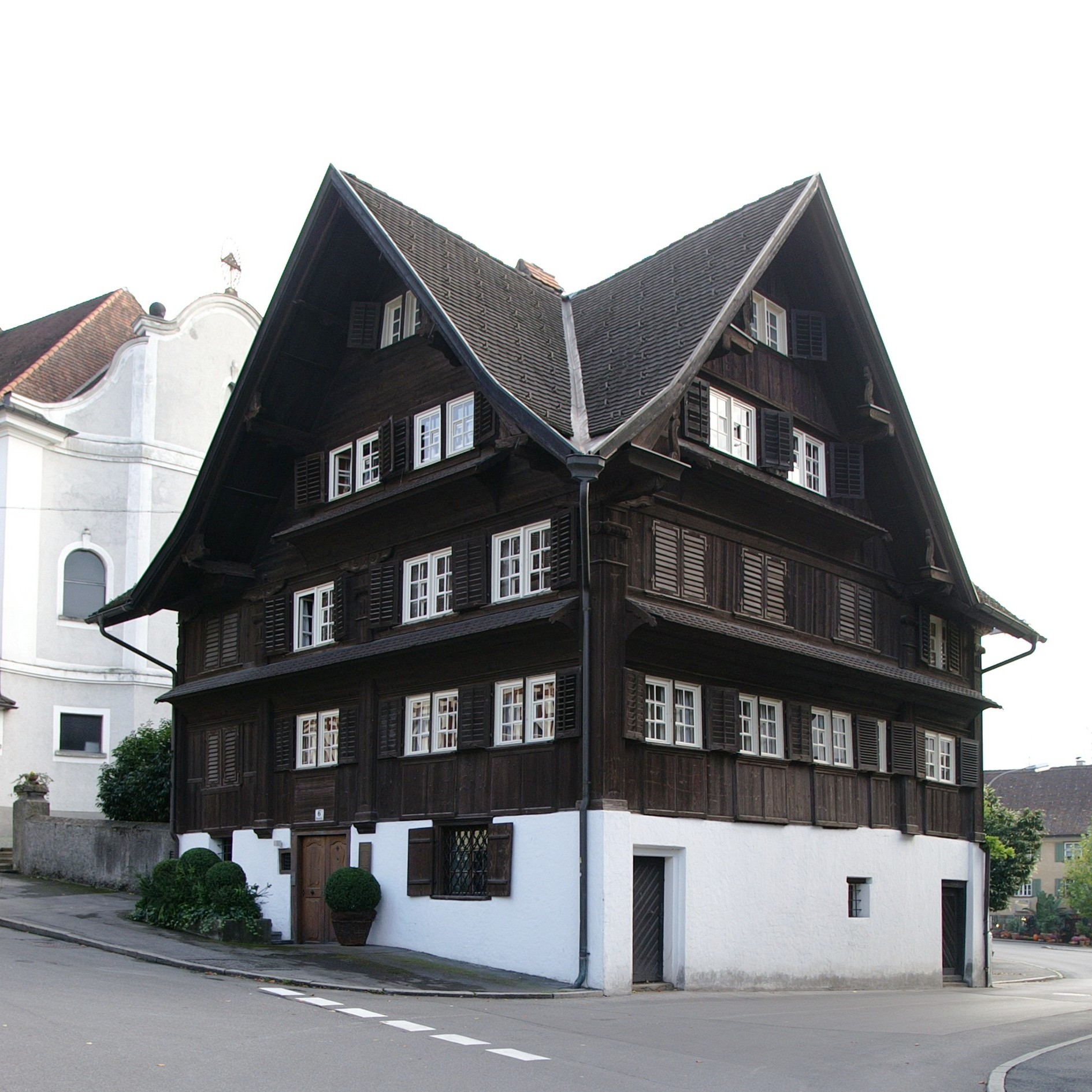
In het Oostenrijkse Dornbirn